# Rhinella boulengeri
Rhinella boulengeri är en groddjursart som beskrevs av Chaparro, Pramuk, Gluesenkamp och Frost 2007. Rhinella boulengeri ingår i släktet Rhinella och familjen paddor. IUCN kategoriserar arten globalt som otillräckligt studerad. Inga underarter finns listade i Catalogue of Life.